# Pedro Bay (Alaska)
Pedro Bay  ist ein Ort und ein census-designated place (CDP) im Lake and Peninsula Borough in Alaska. Das U.S. Census Bureau hatte bei der Volkszählung 2020 eine Einwohnerzahl von 43 ermittelt.

## Geographie
Pedro Bay befindet sich im Südwesten von Alaska am östlichen Nordufer des Iliamna Lake an der gleichnamigen Bucht. Pedro Bay befindet sich 190 km nordöstlich von King Salmon sowie 275 km südwestlich von Anchorage. Nächstgelegene Orte sind Iliamna und Newhalen, beide etwa 42 km westlich. Nordwestlich vom Ort Pedro Bay befindet sich der Flugplatz Pedro Bay.

## Geschichte
Die indigene Bevölkerung von Pedro Bay besteht hauptsächlich aus Dena’ina-Athabasken. Im Jahr 1906 wohnte ein Mann namens „Old Pedro“ am heutigen Standort des Dorfes, von dem der Ort seinen Namen ableitete. Später, im Jahr 1935, zogen Familien von nahe gelegenen Dörfern nach Pablo Bay. Ein Postamt eröffnete 1936. 1980 wurde Pedro Bay ein census-designated place. Die Gemeinde lebt heute hauptsächlich von saisonaler Sommerbeschäftigung in der Lachs-Fischindustrie in der Bristol Bay sowie vom Tourismus am Iliamna Lake. Viele Familien leben von Subsistenzwirtschaft. Sie verbringen die Sommer in Fischcamps entlang den Zuflüssen des Iliamna Lake. Pedro Bay ist auf dem Luftweg oder per Boot erreichbar. Güter erreichen den Ort gewöhnlich über die „Williamsport–Pile Bay Road“, eine Straßenverbindung zwischen dem Cook Inlet und dem Iliamna Lake, und anschließend per Lastkahn. 

## Demografie
Zum Zeitpunkt der Volkszählung im Jahre 2020 (U.S. Census 2020) hatte Pedro Bay 43 Einwohner auf einer Landfläche von 50,45 km². Von den Einwohnern waren 20 Weiße sowie 21 amerikanisch-indianischer Abstammung. Beim Zensus 2000 lebten 50 Einwohner in Pedro Bay, im Jahr 2010 waren es 42.